# Getafe Centro
Para ver el artículo de la estación, véase Estación de Getafe Central
Centro es un barrio del municipio español de Getafe, en la Comunidad de Madrid. Se trata del segundo barrio más poblado, con 32 925 habitantes, el que más viviendas tiene (12 574) y el más antiguo del municipio.

## Descripción

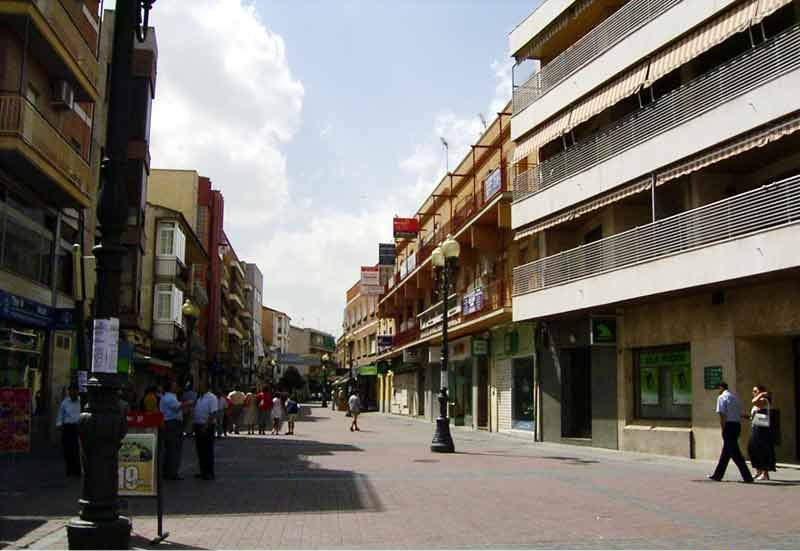
Zona peatonal de la calle Madrid, una de las calles más comerciales y céntricas de la ciudad

Tiene un marcado ambiente castizo, lleno de calles peatonales y casas antiguas que le dan un ambiente diferente. Dentro de él está el Ayuntamiento de Getafe, la Catedral de Nuestra Señora de La Magdalena y el Colegio de La Inmaculada-Escuelas Pías de los  Padres Escolapios . Su gran actividad comercial atrae diariamente a muchos getafenses que acuden a la calle Madrid, la más importante de Getafe. El origen del barrio está en el núcleo urbano creado en torno al antiguo camino real de Madrid-Toledo en el siglo XIV. En el barrio dispone de la estación Getafe Central de la Línea C-4 de tren de Cercanías y de la Línea 12 (Metrosur) de la red de Metro de Madrid, así como la mayoría de líneas de autobús de Getafe.